# Hypena bilineata
Hypena bilineata är en fjärilsart som beskrevs av Barend J. Lempke 1949. Hypena bilineata ingår i släktet Hypena och familjen nattflyn. Inga underarter finns listade i Catalogue of Life.